# Gerhard Biller (Basketballspieler)
Gerhard Biller ist ein ehemaliger deutscher Basketballnationalspieler.

## Laufbahn
Mit dem Heidelberger Turnverein wurde Biller 1957 und 1958 Zweiter der deutschen Meisterschaft und musste sich jeweils dem Nachbarverein USC Heidelberg geschlagen geben.
Biller gehörte unter anderem 1957 und 1961 zum Aufgebot der bundesdeutschen Nationalmannschaft und nahm mit der Auswahl an den Ausscheidungsspielen für die Europameisterschaften teil.
Billers gebürtig aus Ungarn stammende Ehefrau Maria (Mädchenname Nagy) war ebenfalls Basketballspielerin und gewann zwischen 1957 und 1963 mit dem Heidelberger TV fünfmal die deutsche Meisterschaft. Der gemeinsame Sohn Matthias spielte für den USC Heidelberg in der 2. Basketball-Bundesliga.